# NGC 4304
NGC 4304 (другие обозначения — ESO 380-20, MCG −5-29-34, FAIR 310, IRAS12195-3312, PGC 40055) — спиральная галактика в созвездии Гидры. Открыта Джоном Гершелем в 1834 году.
Профиль поверхностной яркости диска галактики содержит два излома: на радиусе бара и во внешних областях галактики. Также в ней наблюдаются пылевые полосы.
Этот объект входит в число перечисленных в оригинальной редакции «Нового общего каталога».
Галактика NGC 4304 входит в состав группы галактик ESO 380-6. Помимо NGC 4304 в группу также входят IC 3253, ESO 380-1, ESO 380-6, ESO 380-25, ESO 380-19 и ESO 379-35.